# Creys-Mépieu
Creys-Mépieu é uma comuna francesa na região administrativa de Auvérnia-Ródano-Alpes, no departamento de Isère. Estende-se por uma área de 28,99 km². Em 2010 a comuna tinha 1 518 habitantes (densidade: 52,4 hab./km²).
Criado por decreto municipal de 11 de agosto de 1994, Creys-Mépieu nasceu da fusão das comunas de Creys-Pusignieu e Mépieu que jà estavam associadas desde 29 de setembro de 1989.

## Outras imagens

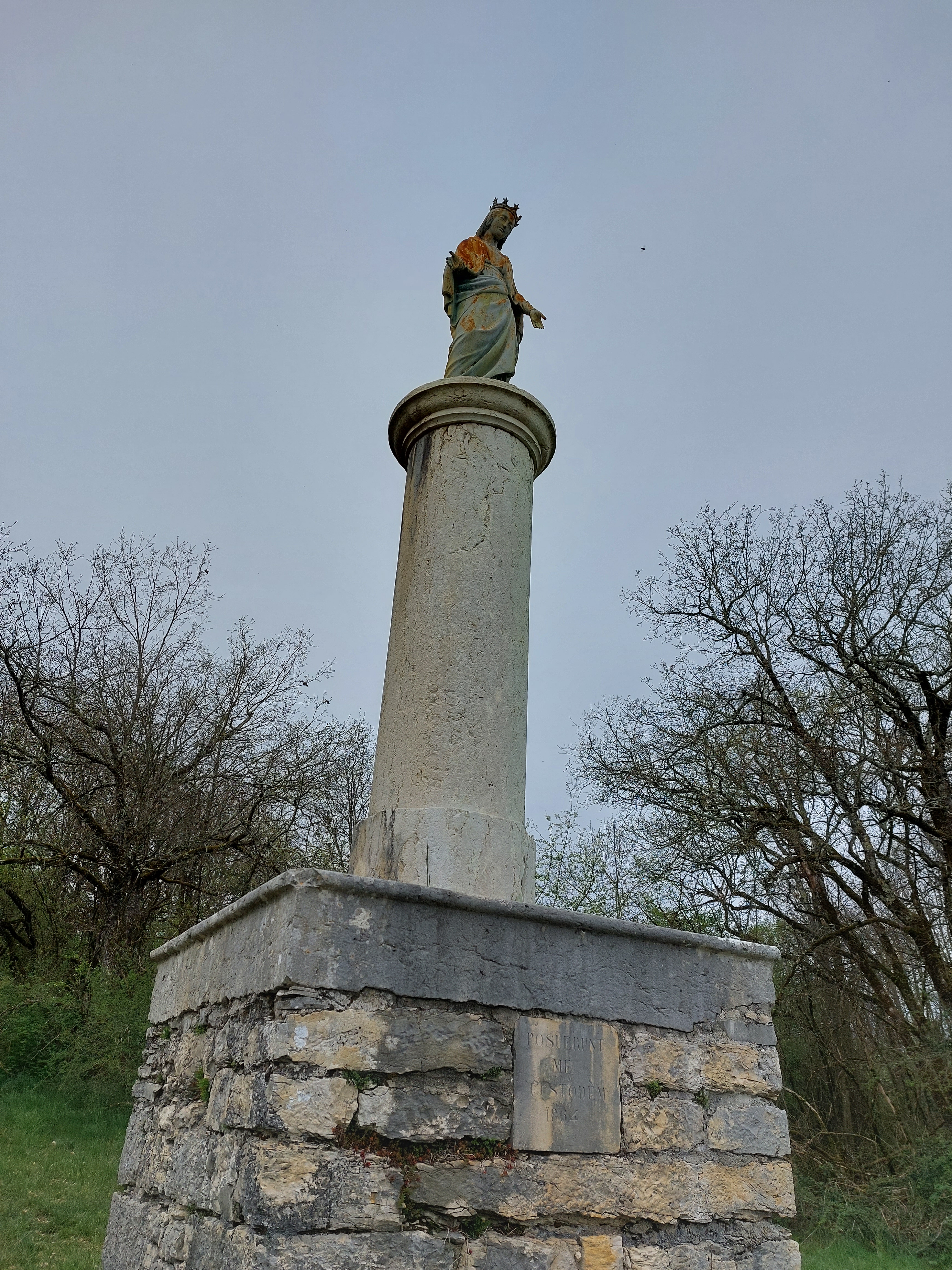
A coluna da Virgem Maria, em Creys.
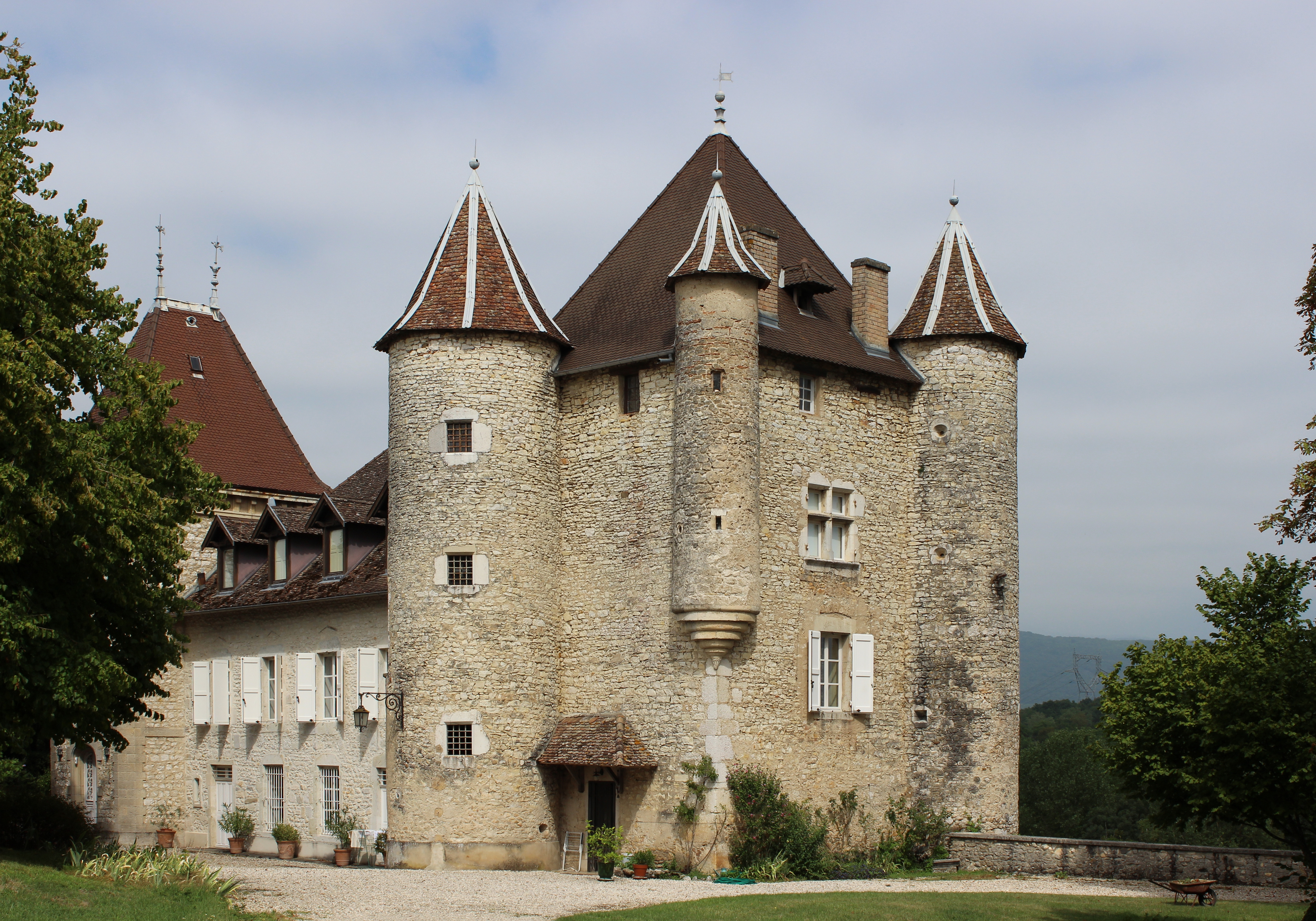
O castelo de Mépieu.
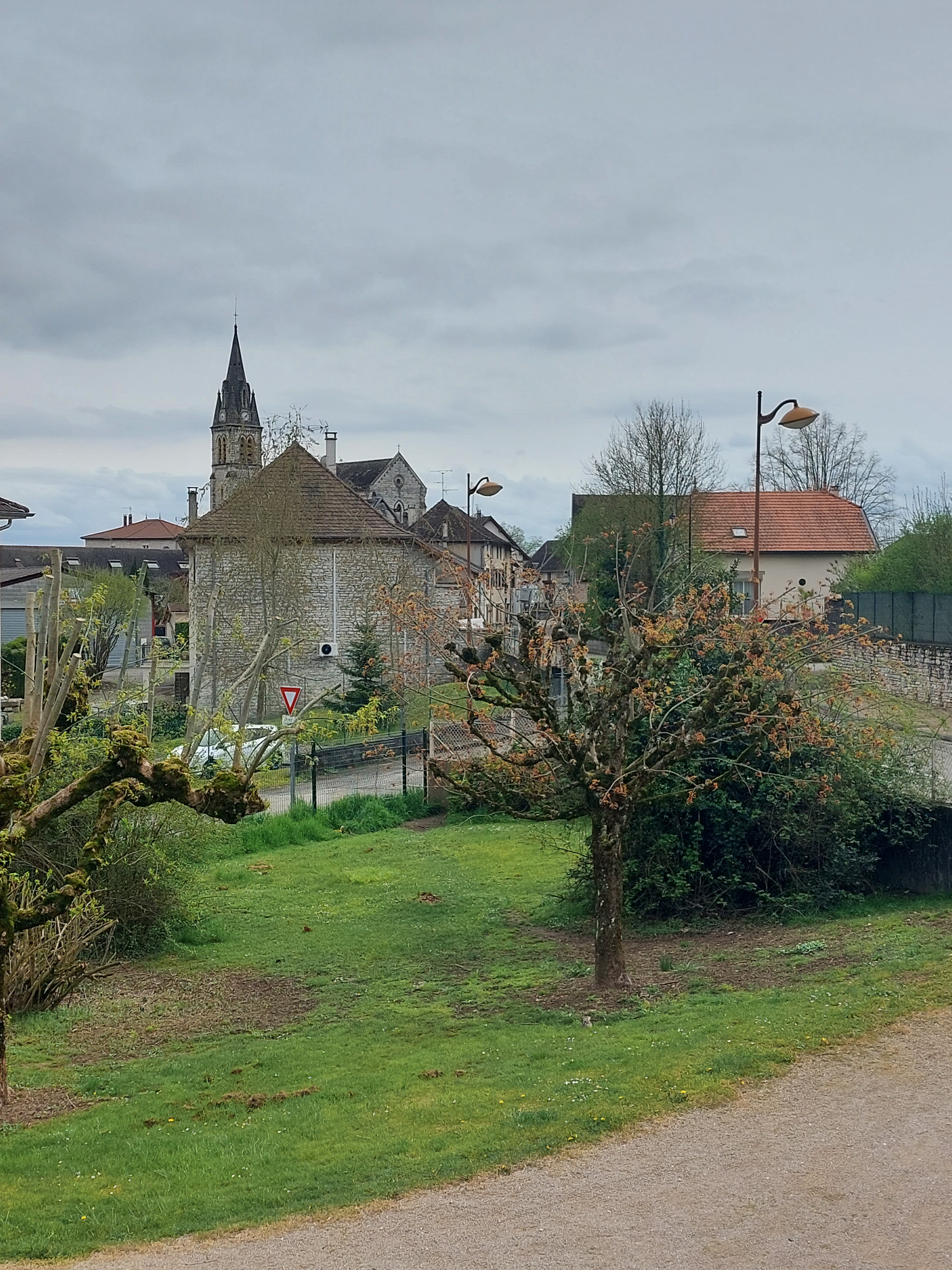
Creys.